# 신창초등학교 (광주)
신창초등학교는 대한민국 광주광역시 광산구에 있는 공립 초등학교이다.

## 학교 연혁
- 2004. 12. 29 신창초등학교 설립 인가
- 2005. 03. 01 신창초등학교 개설(262명 12학급 인가)
- 2005. 03. 01 초대 임정모 교장 부임
- 2005. 05. 06 신창초등학교 개교
- 2006. 02. 17 제1회 졸업식 거행(85명 졸업)
- 2006. 03. 01 신창초등학교 14학급 증설(26학급 인가)
- 2006. 09. 01 신창초등학교 9학급 증설(35학급 인가)
- 2007. 02. 14 제2회 졸업식 거행(186명 졸업)
- 2007. 03. 01 에너지절약 정책 연구학교 지정
- 2008. 02. 19 제3회 졸업식 거행(204명 졸업)
- 2008. 03. 01 신창초등학교 5학급 증설(40학급 인가)
- 2008. 03. 01 신창초등학교 특수학급 1학급 개설
- 2009. 02. 12 제4회 졸업식 거행(188명 졸업)
- 2009. 03. 01 제2대 유법주 교장 부임
- 2009. 03. 01 신창초등학교 2학급 증설(42학급 인가, 특수학급 1학급)
- 2009. 04. 01 과학선도학교지정
- 2010. 02. 11 제5회 졸업식 거행(223명 졸업)
- 2010. 03. 01 초등학교 5,6학년 국정도서 현장 적합성 검토 연구학교 지정
- 2010. 03. 01 신창초등학교 2학급 증설(44학급 인가)
- 2011. 02. 18 제6회 졸업식 거행(256명 졸업)
- 2011. 03. 01 신창초등학교 44학급(특수학급 1학급)
- 2012. 02. 16 제7회 졸업식 거행(223명 졸업)
- 2012. 03. 01 신창초등학교 44학급(특수학급 1학급)
- 2012. 03. 01 제3대 천하영 교장 부임
- 2012. 12. 03 광주사이버학습 운영 우수학교
- 2013. 02. 20 제8회 졸업식 거행(250명 졸업)
- 2013. 03. 01 교육부요청 인성교육 시범학교 지정
- 2013. 11. 28 방과후학교 운영 우수학교
- 2013. 12. 30 학교평가 우수학교
- 2013. 12. 30 100대 교육과정 우수학교
- 2013. 12. 31 인성교육 활성화 우수학교
- 2014. 02. 20 제9회 졸업식 거행(251명 졸업)
- 2014. 03. 01 신창초등학교 47학급(특수학급 1학급)
- 2015. 02. 17 제10회 졸업식 거행(총2,092명 졸업)
- 2015. 03. 01 제4대 임주영 교장선생님 부임
- 2015. 03. 01 신창초등학교 47학급(특수학급 1학급)
- 2015. 12. 15 방과후학교 운영 우수학교
- 2016. 02. 05 제11회 졸업식 거행 (238명 졸업)
- 2016. 03. 01 신창초등학교 55학급(특수학급 1학급)
- 2016. 03. 01 교육부요청 생활지도 정책연구학교 지정
- 2017. 02. 17 제12회 졸업식 거행(212명 졸업)
- 2017. 03. 01 신창초등학교 55학급(특수학급 1학급)

## 참고 자료
- 신창초등학교 - 한국교육학술정보원 학교알리미